# Jurnalul de Prahova
Jurnalul de Prahova este un ziar regional din Muntenia din România. 